# Aneta Stodolna
Aneta Sylwia Stodolna é uma física polonesa, conhecida por ser a primeira pessoa a usar com sucesso um microscópio quântico para obter uma imagem de elétrons em um átomo de hidrogênio.
Stodolna obteve um doutorado na Universidade Radboud de Nijmegen em 2014.